# Ясногородка (Фастівський район)

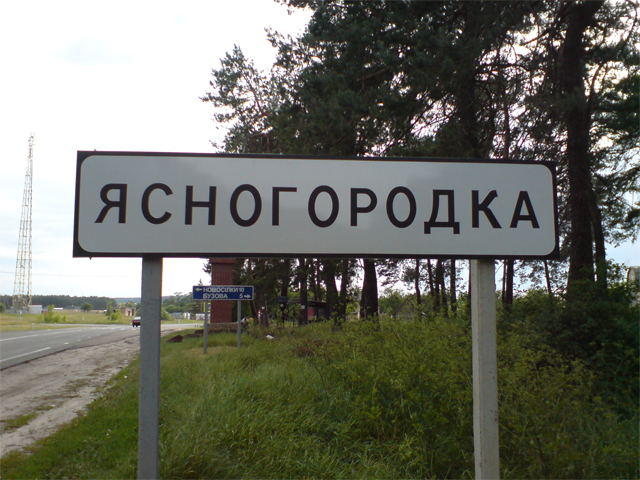
Вказівник «Ясногородка»

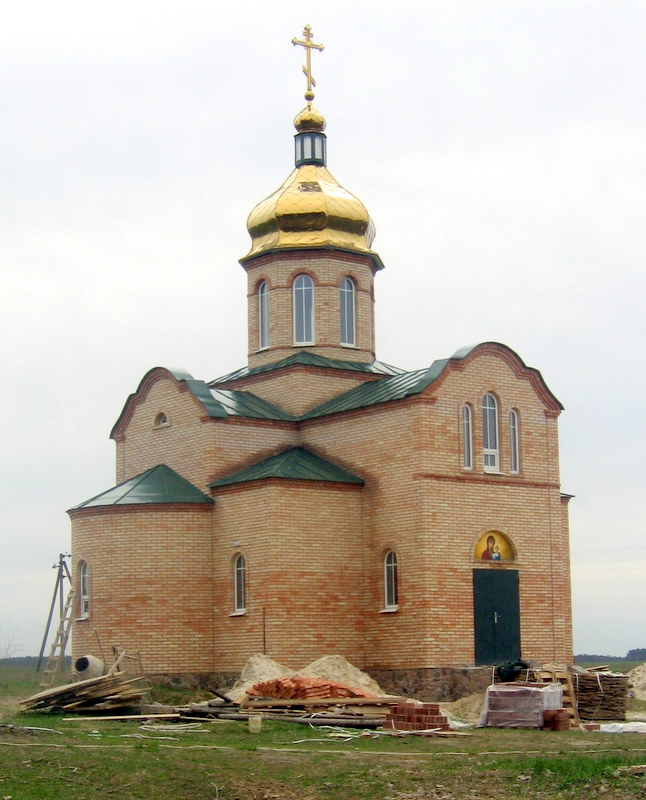
Будівництво церкви в селі

Ясногоро́дка — село Бишівської сільської громади Фастівського району Київської області. Населення — 630 чоловік.
Село розташоване біля струмка Трубище, що впадає в Ірпінь поряд з селом Новосілки, на половині дороги з Бишева до Білогородки.
Залізниці біля села немає, тому доїхати можливо тільки на автомобілі/автобусі. З Києва, з автостанції «Дачна» та від станції метро «Нивки» курсують регулярні рейси до с. Бишів через Ясногородку.
День села — 21 вересня

## Історія

### Княжі часи
Перше поселення на місці сучасної Ясногородки існувало вже в VIII столітті. А це робить її ровесницею двох сусідніх літописних міст — Білгорода (нині — Білогородка) і Чернева (нині — Чорногородка).
Легенда оповідає: «Колись князь, заволодівши цими поселеннями, назвав їх на відзнаку своїх дочок-княгинь Ясногородкою, Білогородкою і Чорногородкою».
За іншою легендою, у третій Ірпінській балці (Довгий брід) колись було чотири невеличкі села: Старосілля, Вареники, Македон і Селища. Під час монголо-татарських набігів ці села були повністю знищені. Люди, які залишилися, заснували нові села вже в інших місцях недалеко від Довгого броду. Так мешканці с. Старосілля заснували с. Новосілки, с. Македон — с. Ясногородку, а с. Вареники — с. Музичі.

### Річ Посполита
В польських джерелах згадується село Довгобородка яке залишилося пусткою після татарської навали. Пізніше, після навали його мешканці відродили село, але вже з новою назвою — Ясногородка. 1574 року село вперше згадується як маєтність Богушів Гулькевичів. Богуші-Гулькевичі 1585 року продали його княжні Корецькій з роду Ходкевичів.
Південна частина містечка називалася Богушівкою з XVI століття, від перших власників Богушів-Гулькевичів, під цією назвою це село було відоме й у XVII столітті, коли король Михайло Корибут подарував його разом з Новосілками, Мостищами, Дзвінками (можливо Звонками) і Лобківщиною згідно з документами від 10 жовтня 1670 року Києвобратському навчальному монастиреві. При цьому Богушівка названа присілком. Ще на початку XVIII століття Ясногородка вважалася селом, хоча в минулому вона була містечком, що видно із історичних нотаток 1720 року: «де колись було містечко, тепер пустинь».
На початку 1649 року Ясногородські міщани, бузівські й гурівські селяни спалили шляхетський хутір Лобачівщину і утворили Ясногородську козацьку сотню Київського полку. Але, на жаль, Ясногородську сотню було ліквідовано однією з перших, між 1650 і 1654 роками. 1651 року містечко значиться пусткою.
У липні 1768 року в селі побували козаки Івана Бондаренка. Після Коліївщини 1768 року, що стала найвищим етапом гайдамацького руху і суду над гайдамаками в містечку Кодня на Житомирщині, виступи селян проти поміщиків мали місце в Ясногородці 1831-го, в червні 1834 року, 1861-го та в січні 1868 року.
1775 року в Ясногородці було всього 80 хат. Статус містечка ця місцевість знову отримала та відновила назву, коли стала резиденцією князів Шуйських, до Ясногородського маєтку яких належали околишні села, так і ті що з плином часу, в силу обставин, відійшли до інших володінь: Бузова, Гуровщина, Шпитьки, Гореничі, Петрушки, Неграші та інші, а також у Речицькому повіті — села: Остроглядовичи та Хойники. Перед тим — до 1644 року — містечко належало князеві Самуїлові Карлу Корецькому й було продане ним 18 квітня 1644 року Максимілліанові Бржовському.
Згідно з королівським привілеєм 1773 року, в містечку встановлювалося 10 річних ярмарків — 17 березня, на Вербний тиждень, 9-та п'ятниця після Пасхи, 13 червня, 1 і 26 вересня, 28 жовтня, 16 листопада, та 6 грудня в останній тиждень Пилипівки (дати наведені за старим стилем).
Князі Шуйські від 1676 року володіли Ясногородським маєтком. З Шуйських відомі, як власники Ясногородського маєтку:
- Домінік, що помер 1720 року
- з 1720 до 1725 його старший син Микола, який був бездітним.
- в 1725—1750 рр. — Ігнатій «на Жеребужу, Хойниках і Ясногородці князь Шуйський» — хорунжий воєводства Брестського, староста Яловський;
- від 1751 року дочка Ігнатія Анель, яка одружилася зі своїм далеким родичем Войцехом Шуйським

Ігнатій Шуйський змушений був відбудовувати Ясногородку після того, як її спалив Семен Палій. Ігнатій заснував нове укріплення під назвою Гнатівка, замість Білогородки, яка 1667 року перейшла до складу Росії.

### Імперські часи
З 1797 року Ясногородське помістя належало Францисці з Шуйських Марченковій, одруженій з полковником Авраамом Марченком. Їх син Іван Марченко у 90-х роках XIX ст. продав містечко Янині Залевській. Вона на початку XX ст. продала маєток Олександру Николовичу Терещенку — відомому українському підприємцю та меценату. Його нащадкам Ясногородка належала до 1918 року.
На початку 60-х років XIX ст. у містечку серед великого парку знаходився великий кам'яний палац поміщиків, побудований ще князем Ігнатієм Шуйським. Парк і палац були оточені валом із зовнішнім ровом, який наповнювався водою з р. Трубище. Церква Різдва Пресвятої Богородиці, дерев'яна, 6-го класу із 36 десятинами землі збудована в 1743 р. на місці давнішої. Окремо наприкінці XVIII ст. князь Шуйський збудував дерев'яну греко-католицьку церкву в ім'я Івана Богослова, яка після 1839 р. призначалася для поховання з родини поміщика.
Клірові відомості, метричні книги, сповідні розписи церкви Різдва Пресвятої Богородиці м-ка Ясногородка Бишівської(в окремі періоди Мотижинської) волості Київського пов. Київської губ. зберігаються в ЦДІАК України.
У 1862 р. в селі відкрито церковнопарафіяльну школу, в якій навчалося менше третини дітей шкільного віку. В той час у селі було 137 дворів, проживало 980 православних, 3 католики, 406 євреїв. Основним заняттям жителів с. Ясногородка в різні періоди було сільськогосподарське виробництво.
Згідно з даними I. Фундуклеєва («Статистичний огляд Київської губернії. Частина I.», СПб, 1852) на 1846 рік у містечку мешкало — чоловічої статті — 320 вільних людей та 589 кріпаків, працювала одна фабрика і проводилось 12 щорічних ярмарків, на які було привезено товару на 7.210 крб. сріблом, а продано на 4.500 крб. сріблом.

Згідно з даними Брокгауза і Ефрона на 1904 р.:
Ясногородка — мст. Киевской губ. и уезда, в 35 вер. от Киева и 15 вер. от ст. жел. дор. Боярки, при р. Трубище (прит. Ирпени). Южн. часть Я. называется Богушевка. 1869 жит., старинная церковь, церковно-приходское училище, еврейский молитвенный дом, кожев. зав., водяная и несколько ветряных мельниц; 12 ярмарокъ. В Я. древнее городище (неизследов.).

### Радянські часи
У лютому 1918 р. в Ясногородці створено ревком. 1919 року в містечку мешкало 2260 осіб (452 сім'ї). У 1921 р. при остаточному розподілі поміщицької землі в Ясногородці було організовано два ТСОЗи — «Зоря» та «Дорога», що проіснували до колективізації.
Про Голодомор 1932—1933 рр. в Ясногородці згадував письменник П. П. Сиченко: «Люди вмирали прямо в черзі за хлібом. Було чимало фактів канібалізму».
Жертвами репресій 30-х років XX ст. стали 13 мешканців села.
1 серпня 1929 р. створено колгосп, який так і назвали — ім. Першого серпня. В лютому 1930 р. виникла друга артіль — ім. Червоної армії. У грудні 1934 р. артіль ім. Першого серпня розділилася на дві — ім. Калініна та ім. Постишева. Остання після війни отримала назву ім. Леніна.
1929 року в селі організована семирічна школа, яка вже 1934-го реорганізована в десятирічку. Аж 1995 року, у зв'язку зі зменшенням кількості учнів, школу було реорганізовано із середньої на неповну середню.
У 1939 р. в селі налічувалось 529 дворів та проживала 1221 особа.
З 10 липня 1941 р. по 7 листопада 1943 р. село перебувало під окупацією німецько-нацистських військ. Під час окупації німці вчинили розправу над активістами-сталіністами. Вони розстріляли голів колгоспів Хому Микитовича Поломаренка та Олексія Федоровича Комашенка, голову сільради Омеляна Мефодійовича Синявського, ланкових Оксану Омелянівну Войтенко, Ганну Семенівну Лебідь і голову сільського товариства Лук'яна Логвиновича Войтенка. На примусові роботи було вивезено в Німеччину 230 людей, чим майже всім врятували життя. На фронтах Німецько-радянської війни воювало 466 односельців, 370 з них нагороджено орденами та медалями. Не повернулося з війни 270 осіб. У центрі села встановлено пам'ятник загиблим воїнам-односельцям, ще один — на Братській могилі 11-ти радянських вояків, які загинули при відвоюванні села та відновленні жвхливого сталінського режиму.
Наприкінці 1950 р. три колгоспи було об'єднано в один — колгосп ім. Леніна. Головами цього колгоспу в різні часи були: Арсен Павлович Возний, Семен Дмитрович Павленко, Іван Тимофійович Кононенко, Микола Петрович Павленко, Григорій Митрофанович Коваленко, Олександр Адамович Мажуда, Євгеній Олександрович Чечко.
В «Історії міст і сіл Української РСР» про Ясногородку початку 1970-х було подано таку інформацію:

| Ясногородка — село, центр — сільської Ради, розташоване за 25 км від районного центру та за 22 км від залізничної станції Мотовилівка. Населення — 1526 чоловік. У селі — колгосп ім. Леніна, який має 2900 га землі, в тому числі 2100 га орної. Основний напрям господарства — молочне тваринництво; вирощують зернові. Розвинуте садівництво. В Ясногородці є середня школа, будинок культури, бібліотека; пологовий будинок[4]. |
З 1994 р. колгосп ім. Леніна реорганізовано у КСП «Ясногородка», а з 1998 р. — у ТОВ «Ясногородка».

## Сучасність
На території села нині діють НВО «ЗОШ I—III ступенів — дитячий садок» (будівля — 1971 року), Будинок культури, церква ПЦУ, бібліотека, ФАП, який було відкрито в 1953 р., ветеринарний пункт, 4 приватні магазини та один промтоварний, АЗС. З 2001 року в селі працює ТОВ «Ясногородська страусина ферма».
З 2006 р. Ясногородську сільську раду очолює Тетяна Миколаївна Семенова. Вона здобула не тільки авторитет у Ясногородці, а й у районі, області. Про визнання свідчать її нагороди. Це диплом лауреата громадської акції «Ділова Київщина», Почесна грамота управління освіти і науки Київської облдержадміністрації, диплом лауреата премії Кабінету Міністрів України «За особливі досягнення молоді у розбудові України» — «За виробничі досягнення», диплом «За вагомий внесок у розвиток іміджу Київської області» та ін. 2010-го року за її ініціативи і сприяння видано книжку «Нариси з історії Ясногородки». Це видання об'єднало під своєю палітуркою роботи кількох поколінь краєзнавців і на сьогоднішній день не має аналогів у Макарівському районі за обсягом опрацьованих джерел.

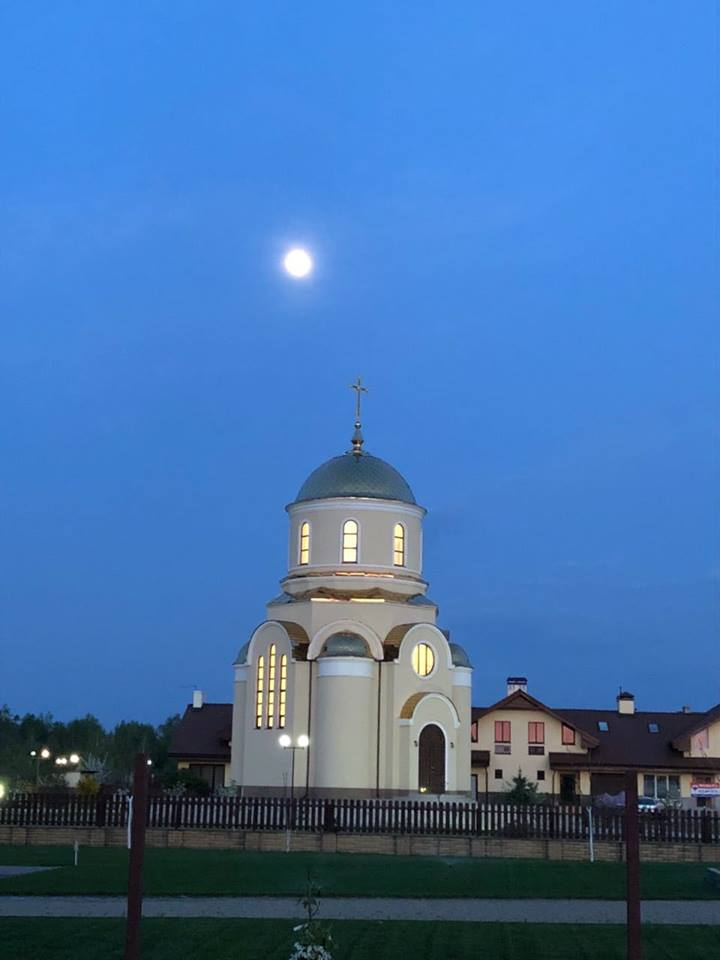
Храм Святих мучениць Віри, Надії, Любові та їхньої матері Софії; УГКЦ. КМ "Северинівка"

24 вересня 2017 року на території Котеджного містечка "Северинівка", що знаходиться на землях Ясногородської селищної ради, - Глава Української Греко-Католицької Церкви, Блаженніший Святослав, - освятив новозбудований храм на честь Святих мучениць Віри, Надії, Любові та їхньої матері Софії .

### Російське вторгнення в Україну
5 березня блокпост у Ясногородці атакували російські окупанти. Серед загиблих — священник Православної Церкви України о. Ростислав Дударенко (1976—2022). Того ж дня під час обстрілу пошкодили храм Різдва Пресвятої Богородиці: два снаряди влучили в купол, снаряд БМП пошкодив дзвіницю. Також зазнав пошкоджень збудований біля храму парафіяльний будинок. З великокаліберного кулемету «прошили» вікна та вхідні двері у храм.
Ясногородка — найбільш південний населений пункт, окупований російськими військами під час спроби оточення Києва.
8 березня Київський загін ТрО «Азов» прийняв бій з російськими окупантами в селі Ясногородка і знищив 8 окупантів, захопивши трофейне озброєння.
Через дії окупантів на страусовій фермі в Ясногородці загинула значна кількість птахів, а їхні вольєри згоріли.
Російських окупантів витіснили з Ясногородки 25 березня під час контрнаступу українських військ.

## Населення

### Мова
Розподіл населення за рідною мовою за даними перепису 2001 року:
| Мова       | Кількість | Відсоток |
| ---------- | --------- | -------- |
| українська | 693       | 93.78%   |
| російська  | 46        | 6.22%    |
| Усього     | 739       | 100%     |

## Вихідці та мешканці
У селі — садиба Петра Панасовича Сиченка (*1922 — †2004) — письменника, члена Національної спілки письменників України, автора поетичних збірок, повістей, історичних романів. Тут також мешкали і поховані Леонід Дмитрович Петрушевский (*1878 — †1968, вчитель, художник, автор першої «Історії Ясногородки», останній священик Ясногородської церкви) та Віктор Іванович Положій (*1949 — †2004, письменник-фантаст). В селі народилася перша дружина письменника Тодося Осьмачки — Леся Луківна Трохименко (1900 — 1997).
Знаними вихідцями з села Ясногородки є:
- Григорій Андрійович Саковський — генерал-лейтенант, заступник начальника Генерального штабу Збройних сил України.
- Павло Петрович Перепеченко — полковник, старший інспектор технічного забезпечення Головної інспекції Міністерства оборони України.
- Микола Микитович Коваленко — полковник, викладач Харківського військового танкового училища.
- Микола Федорович Мотузинський — доктор медичних наук, професор.
- Віталій Васильович Синявський — старший науковий співробітник Інституту педагогіки і психології професійної освіти АПН України, кандидат педагогічних наук.
- Іван Дементійович Малишенко — художник.